# Gustavo Dulanto
Gustavo Dulanto (Lima, 5 de septiembre de 1995) es un futbolista peruano nacionalizado italiano. Juega como defensa y su equipo actual es la Asociación Deportiva Tarma de la Primera División del Perú. Es hijo del exfutbolista peruano Alfonso Dulanto.

## Trayectoria
Dulanto inició su carrera como futbolista en el año 2000 en la academia del Club Universitario de Deportes. En 2007 pasó al equipo juvenil de la Universidad de San Martín de Porres y luego a la Academia de Fútbol Frama. En el año 2009 regresó a la Universidad de San Martín donde se mantuvo hasta el 2011 cuando viajó a Argentina para jugar en las filiales de Rosario Central.

### Universitario de Deportes
En septiembre de 2014 regresó al club Universitario de Deportes del Perú. Debido a sus buenas actuaciones en el Torneo de Promoción y Reserva, fue promovido al primer equipo de la «U» y bajo las órdenes del técnico Luis Fernando Suárez hizo su debut oficial en primera división el 1 de mayo de 2015 en la derrota por 1-0 ante el Unión Comercio en Moyobamba. El 2 de agosto anotó en el empate 1-1 contra Real Garcilaso en el estadio Monumental. El 20 de agosto de 2015 anotó un gol en la visita a Deportivo Anzoátegui de Venezuela por la primera ronda de la fase eliminatoria de la Copa Sudamericana 2015. En 2016 no fue tomado mucho en cuenta donde solo disputó 3 partidos y saliendo algunos partidos en lista. Aun así fue ganador del Torneo Apertura 2016, siendo el primer título de su carrera.

### Universidad Técnica de Cajamarca
En diciembre de 2016 fue fichado por la Universidad Técnica de Cajamarca donde haría una buena temporada. El 26 de mayo de 2017 debutó con el equipo de titular ante Juan Aurich ganado 3-0. El 26 de febrero de 2017 anotó su primer gol con el club en el Torneo de Verano 2017 ante Real Garcilaso, además convirtió un gol más formando su primer doblete con el club terminando el partido con una victoria de 4-1. El 3 de mayo anotó un gol más nuevamente ante Real Garcilaso fomentando así la victoria 2-1. El 14 de mayo anotó un gol en el empate 1-1 ante Alianza Lima en el Estadio Héroes de San Ramón.
El 31 de mayo anotó un gol en el partido de vuelta de la final del Torneo de Verano ante el Melgar donde su club consiguió un empate global de 2-2, pero perdió 3-4 en los penales. El 10 de julio de 2017 marcó su primer gol con el club en el Torneo Apertura 2017 ante Ayacucho, en ese partido también dio una asistencia a Juan Pablo Vergara ganando 3-0. El 3 de diciembre de 2017 volvió al gol esta vez ante Alianza Atlético Sullana anotando así su primer gol en el Torneo Clausura 2017 donde su equipo ganó por 2-0 en la última fecha del Torneo Clausura.

### Real Garcilaso
En diciembre de 2017, finalizada su buena temporada con el UTC, surgieron rumores que colocaban a Dulanto en Melgar, Alianza Lima e incluso una posible vuelta a Universitario de Deportes. Sin embargo, sorpresivamente, optó por firmar por el Real Garcilaso por dos años, con miras a jugar la Copa Libertadores 2018. Cabe precisar que en su decisión pesó bastante el haber sido un pedido expreso por parte del peruano-argentino Óscar Ibáñez y su asistente técnico Juan Pajuelo, quienes lo habían dirigido en Universitario. Debutó el 4 de febrero de 2018 en la derrota por 2-1 ante Sport Boys, utilizando la camiseta #31, en ese partido fue amonestado con la tarjeta amarilla en el minuto 14. En el siguiente partido contra Deportivo Municipal dio una asistencia a Luis Enrique Álvarez donde su equipo ganó 5-1.
El 1 de marzo de 2018 debutó en la Copa Libertadores ante el Santos de Brasil donde su equipo ganó 2-0, en ese partido Dulanto fue amonestado en el minuto 39. El 19 de mayo debutó en el Torneo Apertura 2018 ante Sport Huancayo donde su equipo empató 1-1, en ese partido ingresó por Jean Tragodara en el minuto 73. Su último partido del Apertura lo jugó de titular ante el Ayacucho terminando en una victoria de 2-1. En el siguiente partido anotó su primer gol de la temporada ante Deportivo Binacional y asistió a Jhonny Vidales donde su equipo ganó 4-1. En el siguiente partido ante Sport Rosario anotó un gol en la victoria de 3-1, en ese partido fue amonestado en el minuto 32. El 29 de octubre volvió al gol ante Melgar donde su equipo empató 2-2, en ese partido recibió una tarjeta amarilla en el minuto 83.
Su último partido del Clausura lo jugó ante Ayacucho donde su equipo empató 1-1. En total jugó 39 partidos durante la temporada 2018, entre la Copa Libertadores y el torneo peruano, y anotó en 3 ocasiones, clasificando a su equipo a la Pre-Libertadores del año siguiente. Comenzó la temporada 2019 participando en la segunda etapa de Copa Libertadores, en los duelos de eliminación directa ante el Deportivo La Guaira de Venezuela. Lamentablemente para los intereses del equipo cusqueño, cuando tenían la clasificación prácticamente asegurada, Dulanto cometió un error que generó el descuento del equipo venezolano y su clasificación por el valor de los goles de visitante. Asimismo, luego de una seguidilla de malos resultados, se conoció que el técnico chileno Héctor Tapia no continuaría en la institución. Con la llegada del peruano Juan Reynoso no tuvo muchas oportunidades, pudiendo sólo alinear en cuatro oportunidades. Sin embargo, a mediados de 2019 se oficializó su pase al fútbol portugués.

### Boavista
El 7 de julio de 2019, fue anunciado junto al delantero peruano Iván Bulos, como nuevo fichaje del Boavista de Portugal. Dulanto llegó a la ciudad de Oporto, con mucha ilusión, pues esta sería su primera incursión en el exterior como jugador profesional. A su arribo, fue presentado con la camiseta #13, destacándose su estatura (1.94) y su juventud (24 años). Al inicio de la temporada, el 3 de agosto del 2019 jugó la segunda ronda de la Copa de la Liga de Portugal siendo titular, donde su equipo perdió 2-0, en ese partido fue amonestado en el minuto 38. Luego no fue tomado en cuenta por el entrenador portugués Lito Vidigal, con la finalidad de que se pueda adaptar correctamente, por lo que recién, el 27 de septiembre, salió en lista en el encuentro contra Tondela, válido por la séptima fecha de la Primera División de Portugal. Sin embargo, se quedó en el banco de suplentes.
Fue hasta el 31 de octubre que debutó, en la victoria a domicilio por 2-0 frente al Sporting Clube de Braga, ingresando al minuto 90' por el extremo brasileño Gustavo Sauer. El 10 de noviembre alineó como titular por primera vez, en la derrota en casa por 0-1 ante el Porto, generando muy buenos comentarios por su agresividad en la marca. El 7 de marzo anotó su primer gol en la Liga de Portugal en el empate 1-1 ante Tondela. El 4 de julio de 2020 anotó ante el Benfica en la derrota de 1-3 en el Estadio da Luz. Su último partido de la Primera División de Portugal lo jugó ante el Portimonense.

### Sheriff Tiraspol
El 6 de febrero de 2021, se anunció su fichaje al club moldavo Sheriff Tiraspol. En este equipo suele ser llamado Gustavo Sanguinetti y usa la indumentaria de su escuadra con su apellido materno. El 13 de marzo debutó con el Sheriff Tiraspol entrando en el minuto 57 por Stjepan Radeljic y asistió a Adama Traoré para el 5-0 en donde su equipo ganó 6-0 al Floresti. El 16 de abril anotó su primer gol con el club ante y asistió nuevamente a Traoré donde su equipo goleó 10-0 al Speranta Nisporeni. En mayo jugó ante el Zimbru Chisinau donde salió de titular como capitán del equipo en la victoria 1-0.
El 15 de mayo anotó ante el Dinamo-Auto Tiraspol. El 22 de mayo volvió a ser capitán esta vez ante el Petrocub Hîncești donde su equipo ganó 1-0. Luego de haber disputado 11 partidos en la División, algunos de ellos como titular, el FC Sheriff se coronó campeón el 6 de mayo de 2021 tras golear por 6-0 al Milsami Orhei, logrando también así la clasificación a la fase previa de la próxima edición de la Liga de Campeones de la UEFA. Jugó la Copa de Moldavia, donde en cuartos dio una asistencia a Dimitris Kolovos. Su equipo llegó a la final y perdió en penaltis y en ella Dulanto falló uno de los tiros ante el Sfîntul Gheorghe.
En el camino tuvo que enfrentarse a duros rivales, logrando salir airosos con mucho esfuerzo, primero se cruzó con el Teuta Durrës de Albania, derrotándolo por 5-0, luego al Alashkert de Armenia, donde Dulanto aportó con un gol para la victoria 3-1 de su equipo, luego vino el Estrella Roja de Serbia donde se impusieron con un global 2-1. Luego del empate sin goles en la vuelta con el Dinamo Zagreb, ya que en la ida había logrado una diferencia de 3 goles sobre el equipo croata. Su club superó las fases previas de la Champions League logrando una clasificación histórica para el club de la Liga Moldava. El defensa peruano Gustavo Dulanto jugó su primer partido en el grupo D contra el Shajtar Donetsk donde su equipo ganó 2-0, Dulanto se ganó una amarilla a los 42 minutos.
El 28 de septiembre de 2021 fue titular ante el Real Madrid en el remodelado Santiago Bernabéu donde su equipo logró un triunfo histórico por 2-1, Dulanto se ganó la tarjeta amarilla en el minuto 46 por frenar un avance de Federico Valverde, además el futbolista colombiano Frank Castañeda al ser sustituido le entregó la cinta al zaguero para que dirija al equipo de Moldavia y se convirtió en el primer peruano en ganar de visita al Real Madrid. El 19 de octubre de 2021 fue titular ante el Inter de Milán donde su equipo presentó su primera derrota por la fase de grupos de la UEFA Champions League por 3-1 donde tuvo un partido destacado marcando perfectamente a los delanteros del Inter de Milán.

### Riga F. C.
Luego de su paso por Sheriff Tiraspol sería vendido por 1 millón de euros y anunciado como fichaje del Riga Football Club. Disputó 8 partidos debido a una lesión que lo alejó por un buen tiempo de las canchas. Rescindiría contrato con el club en enero de 2024.

### Regreso a Universitario
Pasó varios meses entrenando con la reserva del equipo, para luego ser anunciado fichaje del club por 2 temporadas y media. A final de 2024 saldría campeón nacional con el club crema.

## Clubes y estadísticas
| Club                              | Temporada           | Liga | Liga | Copas nacionales * | Copas nacionales * | Copas internacionales ** | Copas internacionales ** | Total | Total |
| Club                              | Temporada           | PJ   | G    | PJ                 | G                  | PJ                       | G                        | PJ    | G     |
| --------------------------------- | ------------------- | ---- | ---- | ------------------ | ------------------ | ------------------------ | ------------------------ | ----- | ----- |
| Universitario de Deportes · Perú  |                     |      |      |                    |                    |                          |                          |       |       |
| 2015                              | 14                  | 1    | 0    | 0                  | 3                  | 1                        | 17                       | 2     |       |
| 2016                              | 3                   | 0    | 0    | 0                  | 0                  | 0                        | 3                        | 0     |       |
| Total                             | 17                  | 1    | 0    | 0                  | 3                  | 1                        | 20                       | 2     |       |
| UTC · Perú                        |                     |      |      |                    |                    |                          |                          |       |       |
| 2017                              | 41                  | 7    | 0    | 0                  | 0                  | 0                        | 41                       | 7     |       |
| Total                             | 41                  | 7    | 0    | 0                  | 0                  | 0                        | 41                       | 7     |       |
| Real Garcilaso · Perú             |                     |      |      |                    |                    |                          |                          |       |       |
| 2018                              | 34                  | 3    | 0    | 0                  | 5                  | 0                        | 39                       | 3     |       |
| 2019                              | 4                   | 0    | 0    | 0                  | 1                  | 0                        | 5                        | 0     |       |
| Total                             | 38                  | 3    | 0    | 0                  | 6                  | 0                        | 44                       | 3     |       |
| Boavista Portugal                 |                     |      |      |                    |                    |                          |                          |       |       |
| 2019-20                           | 9                   | 2    | 1    | 0                  | 0                  | 0                        | 10                       | 2     |       |
| Total                             | 9                   | 2    | 1    | 0                  | 0                  | 0                        | 10                       | 2     |       |
| Sheriff Tiraspol Moldavia         | 2020-21             | 11   | 2    | 3                  | 0                  | 0                        | 0                        | 14    | 2     |
| Sheriff Tiraspol Moldavia         | 2021-22             | 22   | 1    | 4                  | 0                  | 14                       | 1                        | 40    | 2     |
| Sheriff Tiraspol Moldavia         | Total               | 33   | 3    | 7                  | 0                  | 14                       | 1                        | 54    | 4     |
| Riga F. C. Letonia                | 2022                | 4    | 0    | 0                  | 0                  | 4                        | 0                        | 8     | 0     |
| Riga F. C. Letonia                | Total               | 4    | 0    | 0                  | 0                  | 4                        | 0                        | 8     | 0     |
| Universitario de Deportes · Perú  | 2024                | 6    | 0    | 0                  | 0                  | 0                        | 0                        | 6     | 0     |
| Universitario de Deportes · Perú  | 2025                | 6    | 0    | 0                  | 0                  | 1                        | 0                        | 7     | 0     |
| Universitario de Deportes · Perú  | Total               | 12   | 0    | 0                  | 0                  | 1                        | 0                        | 13    | 0     |
| Asociación Deportiva Tarma · Perú | 2025                | 4    | 0    | 0                  | 0                  | 0                        | 0                        | 4     | 0     |
| Asociación Deportiva Tarma · Perú | Total               | 4    | 0    | 0                  | 0                  | 0                        | 0                        | 4     | 0     |
| Total en su carrera               | Total en su carrera | 158  | 16   | 8                  | 0                  | 28                       | 2                        | 194   | 18    |

- (*) Copa de Portugal, Copa de la Liga de Portugal, Copa de Moldavia y Supercupa Moldovei.
- (**) Copa Sudamericana, Copa Libertadores de América, Liga de Campeones de la UEFA y Liga Europa de la UEFA.

## Palmarés

### Títulos nacionales
| Título                    | Club                      | País     | Año     |
| ------------------------- | ------------------------- | -------- | ------- |
| Torneo Apertura           | Universitario de Deportes | Perú     | 2016    |
| Superliga de Moldavia     | Sheriff Tiraspol          | Moldavia | 2020-21 |
| Superliga de Moldavia     | Sheriff Tiraspol          | Moldavia | 2021-22 |
| Torneo Clausura           | Universitario de Deportes | Perú     | 2024    |
| Primera División del Perú | Universitario de Deportes | Perú     | 2024    |
| Torneo Apertura           | Universitario de Deportes | Perú     | 2025    |

### Distinciones individuales
| Distinción                                                                     | Año  |
| ------------------------------------------------------------------------------ | ---- |
| Incluido en el equipo ideal del Torneo de Verano 2017 (Perú)                   | 2017 |
| Futbolista del Mes del Sheriff Tiraspol (abril)                                | 2021 |
| Incluido en el once ideal de la Champions League por SofaScore.com (Jornada 1) | 2021 |